# Заходи адміністративного попередження
Заходи адміністративного попередження (також заходи адміністративного запобігання, адміністративно-запобіжні заходи) — вид адміністративного примусу, визначені нормами адміністративного законодавства способи офіційного фізичного або психічного впливу на фізичних або юридичних осіб з боку уповноважених на те осіб з метою профілактики або виявлення протиправних, забезпечення громадського порядку та громадської безпеки, попередження та локалізації наслідків надзвичайних ситуацій. 
Особливості заходів адміністративного запобігання:
- застосовуються за умови відсутності протиправного діяння
- є профілактичними заходами
- застосовуються з метою попередження, недопущення правопорушень
- забезпечення громадського порядку і громадської безпеки під час надзвичайних ситуацій
- попередження настання шкідливих наслідків у цих ситуаціях.

Від адміністративних стягнень і заходів адміністративного припинення відрізняються тим, що застосовуються за відсутності правопорушень. Однак незважаючи на профілактичний характер, ці заходи можуть бути застосовані в примусовому порядку. Заходи адміністративного попередження є досить різноманітними та застосовуються різними об'єктами в різних галузях суспільного життя. 
У законодавстві України такі заходи передбачені Кодексом України про адміністративні правопорушення і Митним кодексом України, законами України про Національну поліцію, про оперативно-розшукову діяльність, про Службу безпеки України, про дорожній рух тощо. 
Крім того, слід зазначити, що чіткого переліку заходів адміністративного попередження не існує ані в законодавстві, ані в спеціалізованій літературі. Через це у законодавчих актах іноді трапляється плутанина, а в літературі можна побачити називання заходів адміністративного попередження заходами припинення.
До заходів адміністративного попередження відносять:
- перевірку документів
- вимогу припинення окремих дій
- огляд речей та/або особистий огляд
- тимчасове обмеження доступу громадян до окремих ділянок місцевості
- обмеження руху транспорту або пішоходів на окремих ділянках вулиць або автомобільних шляхів
- закриття ділянок кордону
- облік та офіційне застереження осіб
- обстеження (як різновид огляду)
- право входити на територію та в приміщення підприємств, установ, організацій, житлових та інших приміщень громадян
- обмеження прав громадян, пов'язаних із станом здоров'я, введення карантину при епідеміях та епізоотіях
- безоплатне використання транспортних засобів і засобів зв'язку в надзвичайних ситуаціях
- ревізування
- контроль, наглядові перевірки
- внесення подання про усунення умов і причин, які сприяють вчиненню правопорушень
- огляд медичного стану осіб і санітарного стану підприємств громадського харчування
- адміністративний нагляд за особами, звільненими з місць позбавлення волі, а також за особами, засудженими до кримінального покарання, не пов'язаного з позбавленням волі.

Перелік не є вичерпним. 